# Matila Ghyka
Matila Costiesco Ghyka (né Matila Costiescu, légalement approuvé en 1907 comme Matila Costiescu Ghyka), (13 septembre 1881 - 14 juillet 1965), est un poète, romancier, ingénieur électrique, mathématicien, historien, militaire, avocat, diplomate et ministre plénipotentiaire roumain au Royaume-Uni durant la fin des années 1930 jusqu'en 1940. Son premier prénom est parfois écrit Matyla.

## Biographie

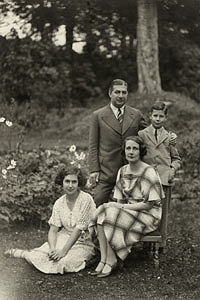
Matila Ghyka en 1935, entouré de sa femme et de ses enfants

Il est né à Iaşi, l'ancienne capitale de la Moldavie. Par sa mère, il est le petit-fils de Grigore Alexandru Ghica, le dernier prince de Moldavie à avoir régné avant l'union des principautés danubiennes.
Il prépare le concours de l'Ecole Navale  au collège jésuite maritime de Jersey (concours qu'il réussit à seulement 14 ans), ce qui lui permet d'entrer au sein de cette école. Il passe également par l'École supérieure d'électricité de Paris (Promo 1905), où il étudie l'ingénierie électrique, et finalement à la faculté de droit de l'Université libre de Bruxelles, où il obtient son doctorat magna cum laude. Il commence sa carrière diplomatique en 1910, résidant dans les ambassades roumaines de Rome, Berlin, Londres, Madrid, Paris, Vienne, Stockholm (comme ministre plénipotentiaire) et deux fois encore à Londres, de 1936 à 1938 et de 1939 à 1940.
Le 27 novembre 1918, il épouse à l'Oratoire de Brompton Eileen O'Conor, fille de Sir Nicholas Roderick O'Conor (mort en 1908), le premier ambassadeur britannique à Istanbul et Saint-Pétersbourg, et de Minna Margaret Hope-Scott. Durant ses premières missions diplomatiques à Londres et Paris, Matila Ghyka est présenté dans les cercles littéraires anglais et français par Paul Morand et le prince Antoine Bibesco. Il a été l'ami de Marcel Proust et un « piéton de Paris » (dans le sens d'une personne qui connaît le moindre recoin d'une ville, même les plus méconnus) avec le poète Léon-Paul Fargue. Hôte fréquent du salon littéraire de Natalie Clifford Barney, il rencontre lui aussi la majorité des écrivains américains « exilés » des années 1920, mais son intérêt majeur reste la synthèse des mathématiques et de la poésie.
Durant la Seconde Guerre mondiale, Ghyka fuit la Roumanie communiste et a été professeur visiteur d'esthétique aux États-Unis, à l'Université de Californie du Sud et au Mary Washington College, en Virginie. Érudit modeste, il manifeste un intérêt modéré pour la politique. Ses mémoires, publiés en 1956-1957 sous le titre Couleurs du monde puis en 1961 sous le titre The World Mine Oyster, se concluent par un message sûr de l’indestructibilité de l’humanisme.
Il s'est fait remarquer par une étude exhaustive du nombre d'or auquel il consacre de nombreux travaux.
Matila Ghyka meurt à Londres le 14 juillet 1965, laissant deux enfants : une fille, Maureen Rose Fearga Ghyka (3 août 1920 - 25 août 1979) et un fils, Roderick Ghyka (21 décembre 1923 - 15 août 1978). Son épouse Eileen mourut avant lui, le 10 février 1963. Matila et Eileen Ghyka sont enterrés dans le cimetière Gunnersbury à Londres. Leur monument funéraire a été restauré en 2010 par l’historien d’art Dr. Radu Varia.
La seule monographie sur sa vie et son œuvre est parue en roumain en 2020.

## Publications
- Esthétique des proportions dans la nature et dans les arts (1927).
- Le nombre d'or, rites et rythmes pythagoriciens dans le développement de la pensée occidentale (1931).
  - Tome I : Les Rythmes, illustré de 48 planches hors-texte, préface de Paul Valéry, de l’Académie française.
  - Tome II : Les Rites.
- Pluie d'étoiles (1936) (titre anglais : Again One Day) – unique roman qu'il ait écrit.
- Essai sur le rythme (1938), Paris, Librairie Gallimard, Éditions de la Nouvelle Revue Française. Cinq éditions en furent publiées.
- Tour d'horizon philosophique (1946).
- Sortilèges du verbe (1949) - préface de son ami et admirateur Léon-Paul Fargue.
- A Documentary Chronology of Roumanian History from Pre-historic Times to the Present Day (1941).
- The Geometry of Art and Life (1946), traduit en chinois (2014) et en japonais (2021)
- A Practical Handbook of Geometrical Composition and Design (1952).
- Philosophie et mystique du nombre (1952).
- Couleur du monde (Escales de ma jeunesse (1955), Heureux qui comme Ulysse (1956)). Prix Marcelin Guérin de l'Académie française en 1957
- The World Mine Oyster (1961).